# Hvězdy, ty studené hračky
Hvězdy, ty studené hračky (rusky: Звёзды - холодные игрушки) je první román stejnojmenného cyklu ruského spisovatele Sergeje Lukjaněnka. Česky vyšel poprvé v roce 2006. Pokračováním je román Hvězdný stín.